# Fleury-sur-Orne
Pour les articles homonymes, voir Fleury.
Fleury-sur-Orne  est une commune française, située dans le département du Calvados en région Normandie, peuplée de 5 622 habitants (les Fleurysiens). Originellement nommée Allemagne, la commune a été rebaptisée Fleury-sur-Orne par décision du conseil municipal le 23 août 1916, validée par le conseil des ministres le 12 avril 1917, en hommage au village Fleury-devant-Douaumont situé dans le département de la Meuse, qui a été détruit en 1916 pendant la bataille de Verdun.

## Géographie

### Localisation
La commune est en plaine de Caen et est limitrophe au sud-est de Caen, son centre, autour de l'église Saint-Martin de Haute-Allemagne, est à 5 km du centre de la capitale régionale. Elle est desservie par la ligne T3 du tramway de Caen.

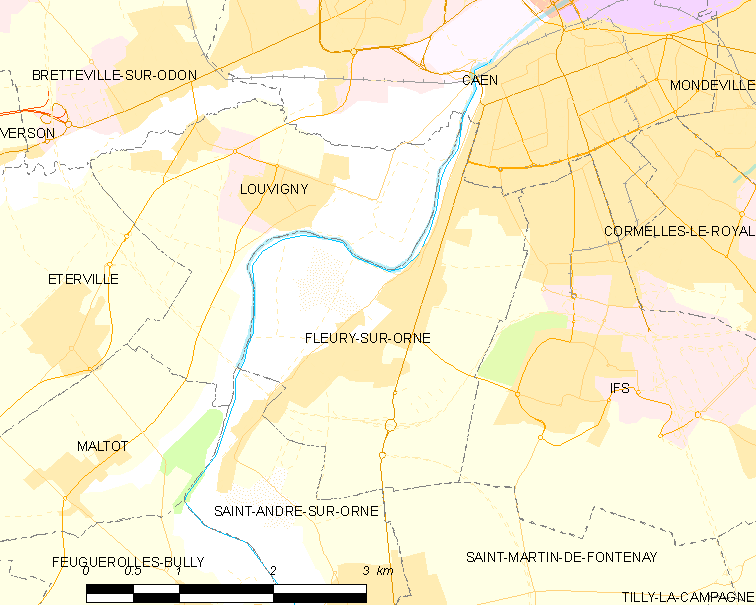
Carte de la commune.

| Louvigny             | Louvigny                 | Caen |
| Louvigny             | Fleury-sur-Orne          | Ifs  |
| Saint-André-sur-Orne | Saint-Martin-de-Fontenay | Ifs  |

### Hydrographie
La commune est située dans le bassin Seine-Normandie. Elle est drainée par l'Orne,.
L'Orne, d'une longueur de 170 km, prend sa source dans la commune d'Aunou-sur-Orne et se jette  dans l'embouchure de l'Orne à Merville-Franceville-Plage, après avoir traversé 60 communes. 

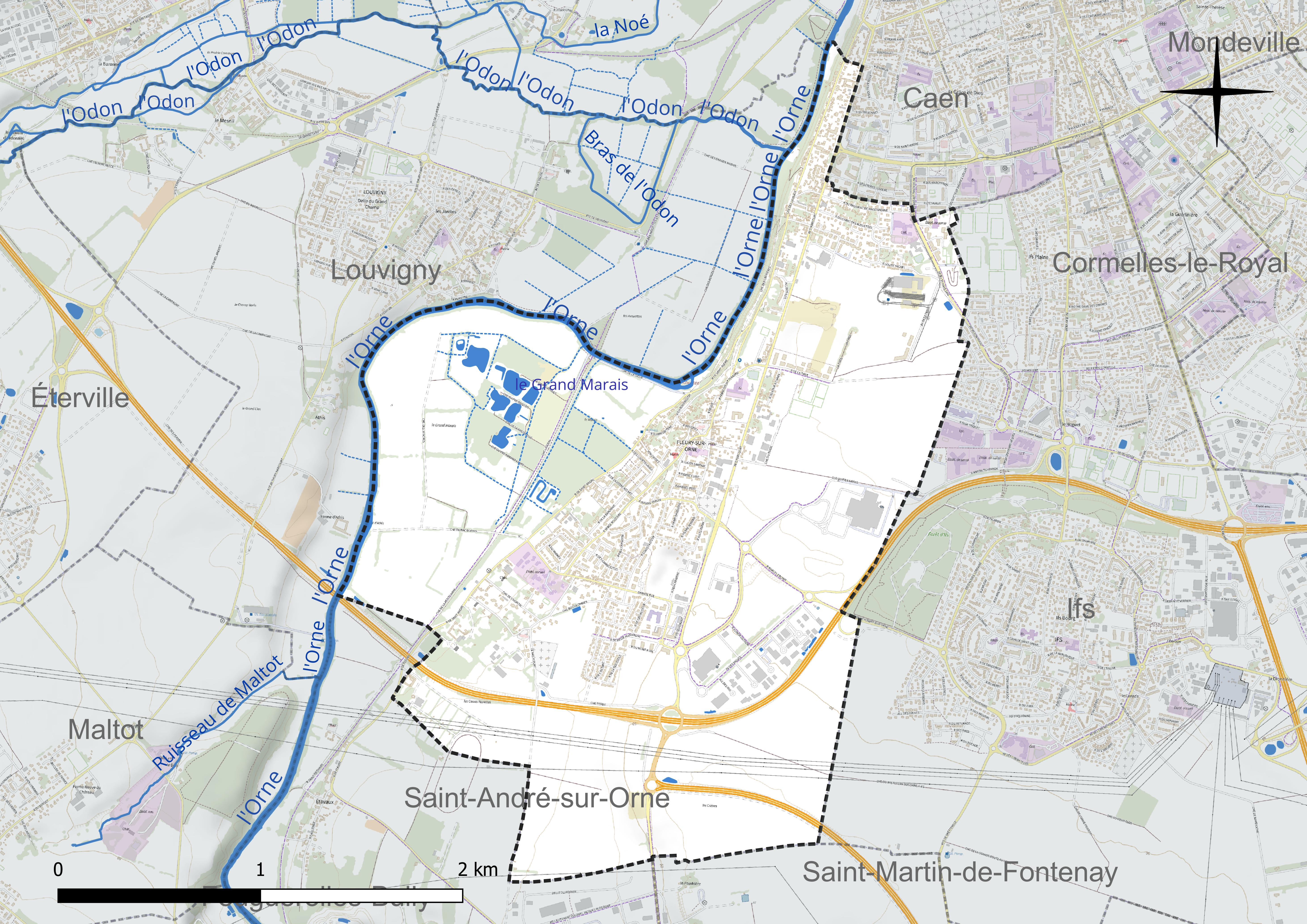
Réseau hydrographique de Fleury-sur-Orne.

Un plan d'eau complète le réseau hydrographique : le Grand Marais (1,5 ha),.

### Climat
Pour des articles plus généraux, voir Climat de la Normandie et Climat du Calvados.
En 2010, le climat de la commune est de type climat océanique altéré, selon une étude du CNRS s'appuyant sur une série de données couvrant la période 1971-2000. En 2020, Météo-France publie une typologie des climats de la France métropolitaine dans laquelle la commune est exposée à un climat océanique et est dans la région climatique  Normandie (Cotentin, Orne), caractérisée par une pluviométrie relativement élevée (850 mm/a) et un été frais (15,5 °C) et venté. Parallèlement le GIEC normand, un groupe régional d'experts sur le climat, différencie quant à lui, dans une étude de 2020, trois grands types de climats pour la région Normandie, nuancés à une échelle plus fine par les facteurs géographiques locaux. La commune est, selon ce zonage, exposée à un « climat des plateaux abrités », correspondant à la plaine agricole de Caen à Falaise, sous le vent des collines de Normandie et proche de la mer, se caractérisant par une pluviométrie et des contraintes thermiques modérées.
Pour la période 1971-2000, la température annuelle moyenne est de 10,5 °C, avec  une amplitude thermique annuelle de 12,2 °C. Le cumul annuel moyen de précipitations est de 717 mm, avec 11,7 jours de précipitations en janvier et 7,4 jours en juillet. Pour la période 1991-2020, la température moyenne annuelle observée sur la station météorologique la plus proche, située sur la commune de Carpiquet à 7 km à vol d'oiseau, est de 11,5 °C et le cumul annuel moyen de précipitations est de 740,3 mm,. Pour l'avenir, les paramètres climatiques de la commune estimés pour 2050 selon différents scénarios d'émission de gaz à effet de serre sont consultables sur un site dédié publié par Météo-France en novembre 2022.

## Urbanisme

### Typologie
Au 1er janvier 2024, Fleury-sur-Orne est catégorisée grand centre urbain, selon la nouvelle grille communale de densité à 7 niveaux définie par l'Insee en 2022.
Elle appartient à l'unité urbaine de Caen, une agglomération intra-départementale dont elle est une commune de la banlieue,. Par ailleurs la commune fait partie de l'aire d'attraction de Caen, dont elle est une commune du pôle principal,. Cette aire, qui regroupe 296 communes, est catégorisée dans les aires de 200 000 à moins de 700 000 habitants,.

### Occupation des sols
L'occupation des sols de la commune, telle qu'elle ressort de la base de données européenne d'occupation biophysique des sols Corine Land Cover (CLC), est marquée par l'importance des territoires agricoles (60,7 % en 2018), en diminution par rapport à 1990 (75,9 %). La répartition détaillée en 2018 est la suivante : 
terres arables (38,2 %), zones urbanisées (27,8 %), zones agricoles hétérogènes (22,2 %), zones industrielles ou commerciales et réseaux de communication (11,3 %), prairies (0,3 %), forêts (0,2 %). L'évolution de l'occupation des sols de la commune et de ses infrastructures peut être observée sur les différentes représentations cartographiques du territoire : la carte de Cassini (XVIIIe siècle), la carte d'état-major (1820-1866) et les cartes ou photos aériennes de l'IGN pour la période actuelle (1950 à aujourd'hui).

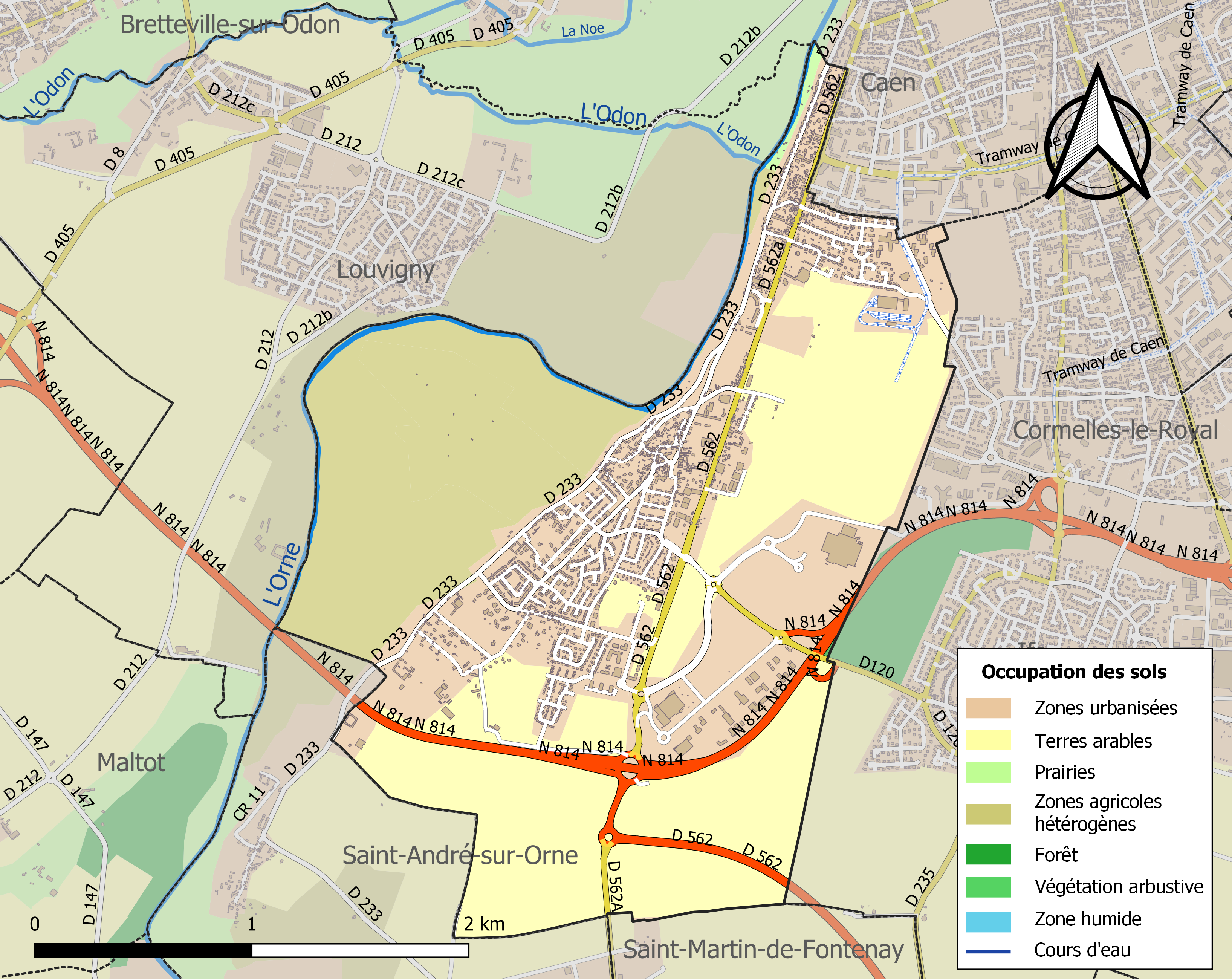
Carte des infrastructures et de l'occupation des sols de la commune en 2018 (CLC).

## Toponymie
Fleury-sur-Orne est mentionnée sous la forme latinisée Alemannia en 1077, en français Allemagnes puis Allemagne jusqu'en 1916.
Elle doit sans doute ce nom d'Allemagnes à une garnison d'Alamans de l'armée romaine préposée à la garde du gué d'Athis qui franchissait l'Orne à l'époque du Bas-Empire dans le cadre du tractus Armoricanus et Nervicanus.
Un village de l'Orne, près de Mortrée, s'appelle Almenêches, issu d'une forme *Alemanniska qui désigne également un établissement d'Alamans. La proximité dans l'espace (62 kilomètres à vol d'oiseau) et le temps de deux toponymes se référant aux Alamans laisse penser qu'il existe une relation entre les deux communautés, mais on ignore selon quelles modalités.
Le 23 août 1916, en pleine guerre entre l'Allemagne et la France, le conseil municipal décide un remplacement du nom pour celui de Fleury, en commémoration de Fleury-devant-Douaumont, commune martyre de la Meuse intégralement détruite cette même année lors de la bataille de Verdun. Par décret du 12 avril 1917, le nom de Fleury-sur-Orne devient officiel. L'Orne est un fleuve côtier. C'est le deuxième plus important des cours d'eau normands, après la Seine, par sa longueur et son débit.

## Histoire

### Préhistoire
Le site de Fleury-sur-Orne est célèbre pour ses monuments d'une longueur impressionnante : un ensemble de tombes néolithiques a été découvert, composé d'une série de tombes monumentales de 4500 av. J.-C. construites avec les plaques de gazon et allant de 12 à 375 mètres de long sur 3 m de large, entourées de fossés allant de 20 cm à 12 m, et qui recelaient des hommes armés d'arc ainsi que leurs femmes. Le site comprend 32 monuments de tailles variables, contenant les sépultures de 19 individus de la période néolithique.
Le cimetière de Fleury-sur-Orne fait partie des premières manifestations funéraires monumentales en Europe et est antérieur aux sociétés mégalithiques atlantiques. Créée au cours du deuxième quart du cinquième millénaire avant notre ère, Fleury-sur-Orne est constituée de longs tumulus en terre, certains mesurant jusqu'à 300 m de long. Ces monuments appartiennent au phénomène « Passy », du nom du site éponyme. Ils font partie de la culture de Cerny qui trouve son origine dans l'Yonne et la haute vallée de la Seine vers 4700 cal. BCE au début du Néolithique moyen local. Les datations directes au radiocarbone des éléments squelettiques de 15 individus indiquent une phase d'utilisation principale de 4 600 à 4 300 cal. avant notre ère. Trois individus néolithiques datent d'après 4 000 cal. BCE, tous les trois enterrés à l'intérieur d'un monument existant. Au cours de la première moitié du quatrième millénaire avant notre ère, de nouveaux monticules de pierre ont été construits, tandis que des sépultures occasionnelles ont été ajoutées dans des périodes plus récentes (âge du bronze et antiquité classique) à l'intérieur des monuments existants.
On a également mis au jour une nécropole datant de l'âge du fer comprenant une centaine de sépultures ainsi que des enclos de pierres. Le site a livré un mobilier diversifié d'une cinquantaine d'objets (outillage, parure, serrurerie et quincaillerie).

### Le massacre du gué d'Athis
En 1047, le jeune Guillaume, duc de Normandie (qui n'est pas encore Guillaume le Conquérant), aidé par Henri Ier roi de France, et grâce à la soumission in extremis de l'un des insurgés, Raoul Tesson fondateur de l'abbaye Saint-Étienne de Fontenay (Saint-André-sur-Orne), mit fin à la révolte des barons normands à la bataille du Val-ès-Dunes, près des villages de Chicheboville, Secqueville et Bourguébus. Peu d'informations nous sont parvenues sur cette bataille, mais il semblerait qu'il n'y ait eu ni infanterie ni archers, seuls des groupes de cavaliers se seraient affrontés de manière désordonnée.
À l'issue de ces échauffourées, les barons rebelles s'enfuirent. Ils tentèrent de franchir l'Orne au gué d'Athis entre Saint-André-sur-Orne et Fleury-sur-Orne (« entre Fontenay et Allemagnes », comme il est raconté dans le Roman de Rou en 1160) et y furent décimés. Emportés en grand nombre par le courant, les corps des chevaliers massacrés bloquèrent le moulin de Bourbillon au niveau de l'actuelle « Île enchantée ». Guillaume devint alors le maître incontesté du duché de Normandie.

### Les carrières
Au XIe siècle, le « carreau d'Allemagnes » était l'un des principaux lieux d'extraction de la pierre de Caen. L'exploitation se faisait alors à ciel ouvert. Elle servit à la construction de nombreux édifices en Normandie (par exemple les abbayes de Caen) ou en Angleterre (tour de Londres).
Dans un premier temps, l'exploitation s'est faite à partir de boyaux à flanc de coteaux. Puis à partir du XIVe siècle, on exploita les carrières souterraines ; on creusa plus profondément grâce à des puits creusés à l'est de la route d'Harcourt vers la Grâce de Dieu.
En 1817, on découvre des fossiles de teleosaurus, à l'origine de la controverse entre Georges Cuvier et Étienne Geoffroy Saint-Hilaire sur les « crocodiles de Caen ».
Pendant la Seconde Guerre mondiale, les habitants de l'agglomération caennaise trouvèrent refuge dans ces carrières souterraines pendant les bombardements. L'activité des carrières exploitant la pierre de Caen cessa à la fin des années 1950, après la reconstruction de Caen, le béton étant alors le matériau le plus utilisé dans la construction.
Aujourd'hui, ces carrières sont fermées au public sauf pour les journées du patrimoine. Certaines sont utilisées pour la culture du champignon de Paris.

### La libération de Fleury-sur-Orne en 1944
Durant la nuit du 18 au 19 juillet, les neuf régiments des trois brigades de la 2e division d'infanterie canadienne se préparent à libérer le Sud de Caen avec pour objectif la cote 67.
Les régiments Royal Black Watch (régiment créé à Montréal en 1862) et Calgary Highlanders (originaire de la province canadienne d'Alberta) traversent l'Orne puis escaladent les hauteurs de Vaucelles sous le feu des obus et des balles allemandes. Pendant ce temps, les troupes de la 6e brigade opèrent plus à l'est. Le 19 juillet, au lever du jour, alors que les combats font rage sur les hauteurs de Vaucelles, le régiment de Maisonneuve principalement composé de Québécois, se prépare à son baptême du feu.
Quittant leur retranchement près de la prison vers 10 heures, les hommes du régiment de Maisonneuve traversent le pont Bailey mis en place quelques heures auparavant par le génie canadien.
Le docteur Robert installe son poste de soins à la croisée des routes 158 et 162 (actuel carrefour rue de Falaise-Boulevard Lyautey). À 13 heures, sous la supervision du commandant Bisaillon, les compagnies A (major Dugas) et C (major Ostiguy) prennent la route de Thury-Harcourt alors que les compagnies D (major Léon Brosseau) et B (major Massue) utilisent une petite route secondaire sur la droite (l'actuel chemin des Coteaux ?) avec pour objectif la partie basse de Fleury-sur-Orne.
Sous une pluie d'obus et de mortiers, les troupes canadiennes disputent aux Allemands l'occupation des maisons bordant la route. Les rafales des mitrailleuses déchirent l'air, les blessés attendent les premiers soins, près d'eux gisent leurs camarades morts. Sur la gauche, le village d'Ifs est en feu, alors que le Royal Back Watch arrive à Saint-André-sur-Orne qu'il réussira finalement à libérer après des combats acharnés et héroïques qui feront de nombreux morts parmi les jeunes soldats canadiens. À 16 heures, la compagnie C du major Ostiguy, aidée des lieutenants Mathieu et Robert, atteint l'objectif, chaque maison de Fleury est inspectée. Le curé Saussaye et les habitants de Fleury, réfugiés depuis début juin dans les carrières, apprennent avec soulagement la fin de leur exil souterrain tandis que les Allemands se replient sur Étavaux. Gérard Marchand, aumônier du régiment de Maisonneuve, dit une prière avant l'ensevelissement des soldats canadiens tués au combat.
Le 24 juillet, le régiment québécois participe avec les autres régiments canadiens à l'opération Spring. Le vendredi 29 juillet, vers 16 h, une attaque surprise, dirigée par le major Vallières suivie d'une autre attaque dans la nuit de vendredi à samedi entraîne la capitulation des troupes allemandes stationnées à Étavaux.
Le 9 août, la 2e division canadienne s'empare de la crête de Verrières.

### De l'après-guerre à nos jours
Un secteur de la commune de Fleury-sur-Orne a été rattaché à la commune de Caen par arrêté du 20 juillet 1962. Cette partie non urbanisée connue sous le nom de la Grâce de Dieu est devenue un quartier de Caen.

## Politique et administration

### Ville Internet
La commune de Fleury-sur-Orne a été récompensée par le label « Ville Internet. En 2010, 2011, 2012, 2013 et 2014, elle obtient @@@ ». En 2013, en partenariat avec le ministère de l'Égalité des Territoires et du Logement, le jury attribue également à la ville pour la première fois la mention « ruralité » pour saluer la commune qui « souvent, arrive à un niveau d'initiatives égal aux plus grands territoires ». En 2015, la commune obtient @@@@ puis en 2016 @@@@@ ainsi que les mentions « ruralité » et « coopération internationale ». En 2017, la commune obtient @@@@@ et une mention « coopération internationale ». En 2018, la commune obtient @@@@@ et une mention « solidarité numérique ». Elle est la première Ville Internet du Calvados.
Deux membres du gouvernement sont également venus dans la commune pour des évènements liés au numérique. Le 2 octobre 2015, à l'occasion de l'InnovationWeek, Clotilde Valter, secrétaire d'État chargée de la réforme de l'État et de la simplification auprès du Premier Ministre, a assisté à une démonstration de la navigation sans contact au Foyer Soleil puis a visité l'Espace public numérique (EPN)[réf. nécessaire]. Le 9 mars 2016, la ville a accueilli les 3es assises territoriales de l'identité numérique du citoyen (ATINC). Jean-Vincent Placé, secrétaire d'État chargé de la réforme de l'État et de la simplification auprès du Premier Ministre, parrain de ces assises, a conclu la journée[réf. nécessaire].

### Intercommunalité
La commune adhère à la communauté d'agglomération Caen la Mer.

### Liste des maires
| Période                                  | Période                     | Identité                   | Étiquette                       | Qualité |
| ---------------------------------------- | --------------------------- | -------------------------- | ------------------------------- | --- |
| Les données manquantes sont à compléter. |                             |                            |                                 | |
| 1876                                     | 1896                        | Louis Cauvet               |                                 | |
| 1896                                     | 1904                        | Edouard James              |                                 | |
| 1904                                     | 1907                        | Amédée Boisvenel           |                                 | |
| 1907                                     | 1910                        | Adrien Gouget              |                                 | |
| 1910                                     | 1912                        | Victor Rolland             |                                 | |
| 1912                                     | 1917                        | Victor Vivien              |                                 | |
| 1917                                     | 1919                        | Victor Rolland             |                                 | |
| 1919                                     | mai 1945                    | Alfred Boisvenel           |                                 | |
| mai 1945                                 | septembre 1956 (décès)      | Armand Porquier            | PCF                             | Directeur d'école primaire                                                                                                |
| 1956                                     | novembre 1978 (démission)   | Serge Rouzière (1913-1987) | PCF                             | Employé SNCF, maire honoraire                                                                                             |
| novembre 1978                            | mars 1989                   | Jane Tillard               | PCF                             | Institutrice |
| mars 1989                                | mai 1992 (démission)        | Jean-François Richard      | PS                              | Directeur de CAT à Saint-André-sur-Orne                                                                                   |
| juin 1992                                | novembre 2010 (démission)   | Claude Leclère             | PS                              | Ouvrier linotypiste retraité, maire honoraire Premier adjoint au maire (1989 → 1992)                                      |
| novembre 2010                            | En cours (au 1er juin 2020) | Marc Lecerf                | PS puis DVG puis Place publique | Directeur d'agence Pôle emploi Premier adjoint au maire (2001 → 2010) Vice-président de Caen la Mer Réélu en 2014 et 2020 |

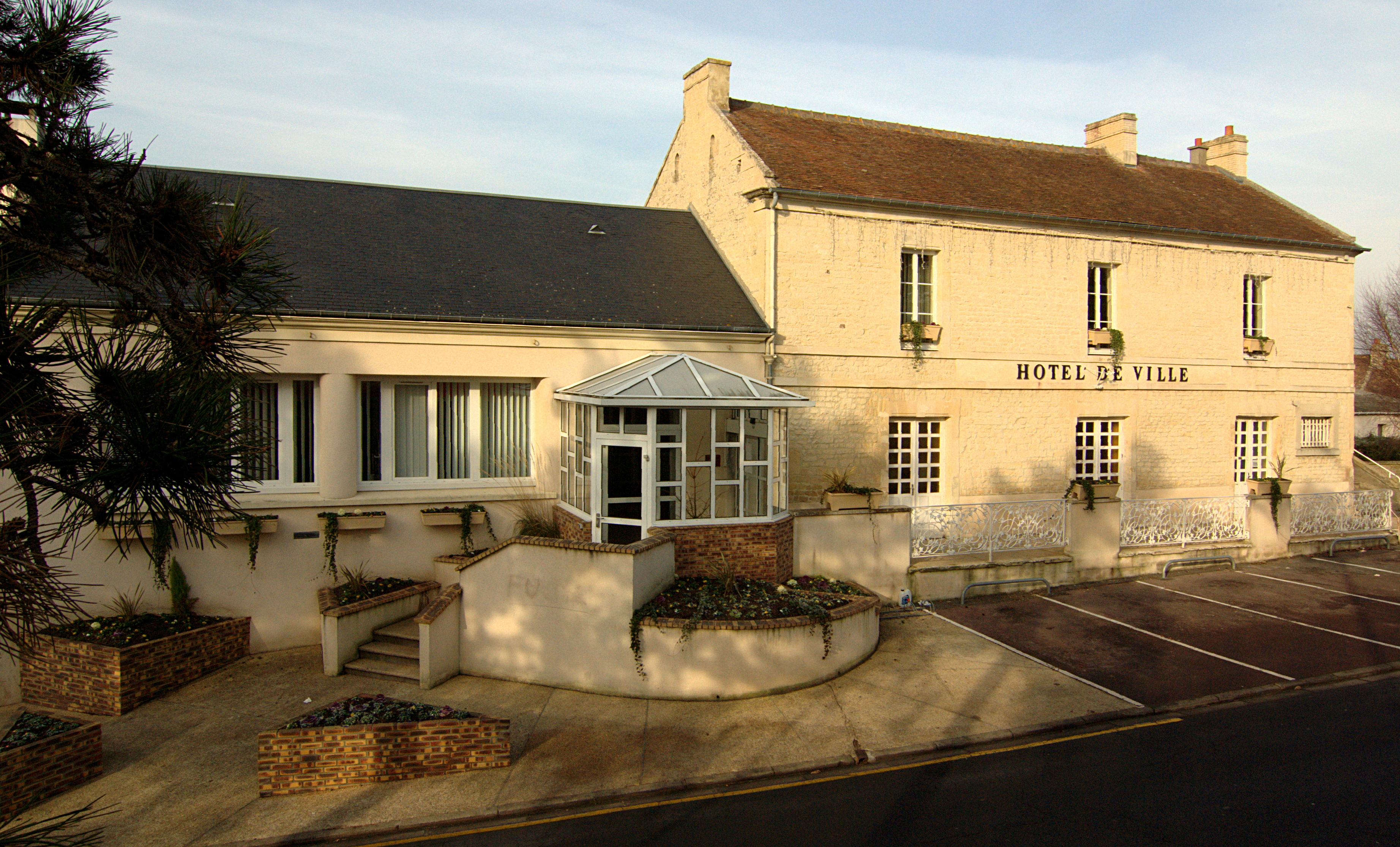
La mairie.

Le conseil municipal est composé de vingt-sept membres dont le maire et sept adjoints.

### Jumelages
- Ouonck-Dieba (Sénégal) ;
- Waldbüttelbrunn (Allemagne) depuis 1994 ;
- Karpoš (Macédoine) ;
- Mar del Plata (Argentine).

## Population et société

### Démographie
L'évolution du nombre d'habitants est connue à travers les recensements de la population effectués dans la commune depuis 1793. Pour les communes de moins de 10 000 habitants, une enquête de recensement portant sur toute la population est réalisée tous les cinq ans, les populations de référence des années intermédiaires étant quant à elles estimées par interpolation ou extrapolation. Pour la commune, le premier recensement exhaustif entrant dans le cadre du nouveau dispositif a été réalisé en 2007.
En 2022, la commune comptait 5 622 habitants, en évolution de +16,42 % par rapport à 2016 (Calvados : +1,58 %, France hors Mayotte : +2,11 %).
Peuplée de 585 habitants en 1793, Allemagne avait compté jusqu'à 1 030 habitants en 1861 puis la population était redescendue à 819 (1881). Le précédent maximum fut dépassé en 1911 (1 048 habitants).
| 1793 | 1800 | 1806 | 1821 | 1831 | 1836 | 1841 | 1846  | 1851 |
| ---- | ---- | ---- | ---- | ---- | ---- | ---- | ----- | ---- |
| 585  | 664  | 686  | 764  | 890  | 921  | 976  | 1 025 | 981  |

| 1856  | 1861  | 1866  | 1872 | 1876 | 1881 | 1886 | 1891 | 1896 |
| ----- | ----- | ----- | ---- | ---- | ---- | ---- | ---- | ---- |
| 1 007 | 1 030 | 1 024 | 993  | 914  | 819  | 921  | 960  | 912  |

| 1901 | 1906 | 1911  | 1921  | 1926  | 1931  | 1936  | 1946  | 1954  |
| ---- | ---- | ----- | ----- | ----- | ----- | ----- | ----- | ----- |
| 969  | 992  | 1 048 | 1 205 | 1 252 | 1 194 | 1 255 | 1 331 | 1 751 |

| 1962  | 1968  | 1975  | 1982  | 1990  | 1999  | 2006  | 2007  | 2012  |
| ----- | ----- | ----- | ----- | ----- | ----- | ----- | ----- | ----- |
| 2 344 | 2 817 | 2 861 | 3 650 | 3 861 | 4 231 | 4 039 | 4 014 | 4 299 |

| 2017  | 2022  | - | - | - | - | - | - | - |
| ----- | ----- | - | - | - | - | - | - | - |
| 4 915 | 5 622 | - | - | - | - | - | - | - |

### Manifestations culturelles et festivités
L'espace Nicolas-Oresme permet d'accueillir des spectacles musicaux, théâtraux, des expositions de peinture. Différentes manifestations se déroulent dans la commune : galas de boxe anglaise et full contact, les soirs d'été, la fête des associations, les journées du patrimoine, la fête des Coteaux, la fête de l'Internet, le festival du développement durable, les artistes à Fleury, le Bloody Fleury, le marché de Noël, des vide-greniers…

### Sports et loisirs
La Jeunesse sportive fleurysienne fait évoluer deux équipes de football en divisions de district.

### Vie associative
Il existe plusieurs associations dans lesquelles s'investissent bon nombre de Fleurysiens telles que la JSF (Jeunesse sportive fleurysienne), l'association de jumelage avec le Sénégal Fleury/Ouonck Dieba, l'association de jumelage Fleury-sur-Orne / Waldbüttelbrun (AJFW)… 

## Économie

### Entreprises et commerces
Le parc de Fleury-sur-Orne doit se développer sur 80 hectares de terrain. Les commerces s'implanteront sur 60 hectares et 13 hectares sont réservés aux activités tertiaires. L'ouverture d'un magasin Ikea et d'un magasin Castorama ont accéléré le développement économique de la commune.

## Culture locale et patrimoine

### Lieux et monuments
- L'église Notre-Dame de Basse-Allemagne. Son clocher, classé monument historique[46] (CLMH, 22/10/1913), date des XIe – XIIe siècles, alors que le reste du bâtiment, fut construit en 1845 dans un style néogothique. Ce lieu de culte destiné aux habitants de Basse-Allemagne fut construit à flanc de coteau à proximité de l'ancienne route d'Angers et du bac d'Athis.
- Le bourg de Haute-Allemagne s'est développé autour de l'église Saint-Martin ; celle-ci plus récente que l'église de Basse-Allemagne date du XIXe siècle. Le centre-ville, peu touché par les bombardements de 1944, est composé de quelques rues aux vieilles maisons en pierre de Caen.
- Maison du 71 rue de Saint-André du XVIIIe siècle partiellement inscrite au titre des monuments historiques par arrêté du 11 septembre 2009[47].
- Tour d'un château du XVe siècle près d'une demeure du XVIIIe siècle[48].
- L'Île enchantée, petite île dans un coude de l'Orne qui serpente dans les marais.
- Les ponts ferroviaires. Ces ponts métalliques permettaient au train du chemin de fer de la Suisse normande, reliant Caen et Laval (via Flers), de franchir l'Orne. La ligne a été fermée en 1970. Les ponts sont aujourd'hui à l'abandon ; seule la passerelle orientale est accessible, la passerelle occidentale étant en mauvais état.
- La nécropole néolithique de Fleury-sur-Orne. Reconnu par l'archéologie aérienne, ce site archéologique d'époque néolithique a été l'objet d'une fouille préventive en 2014 qui a permis de mettre en évidence la présence de sépultures monumentales datées de 4500 av. J.-C., ce qui en fait un site unique dans la région mais également sur le plan national. Le site illustre le monumentalisme de la culture néolithique de Passy.

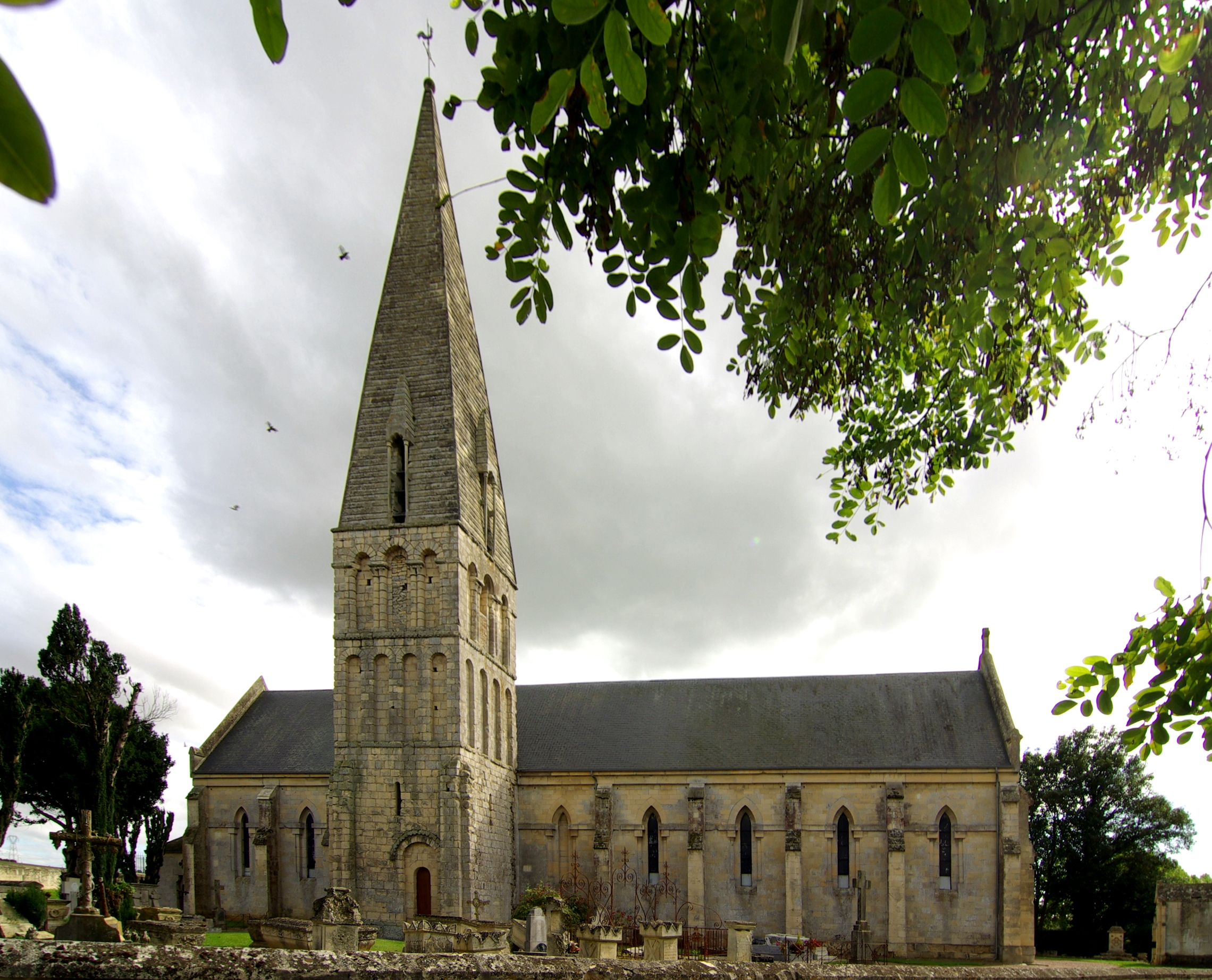
L'église Notre-Dame de Basse-Allemagne avec son clocher classé des XIe – XIIe siècles.
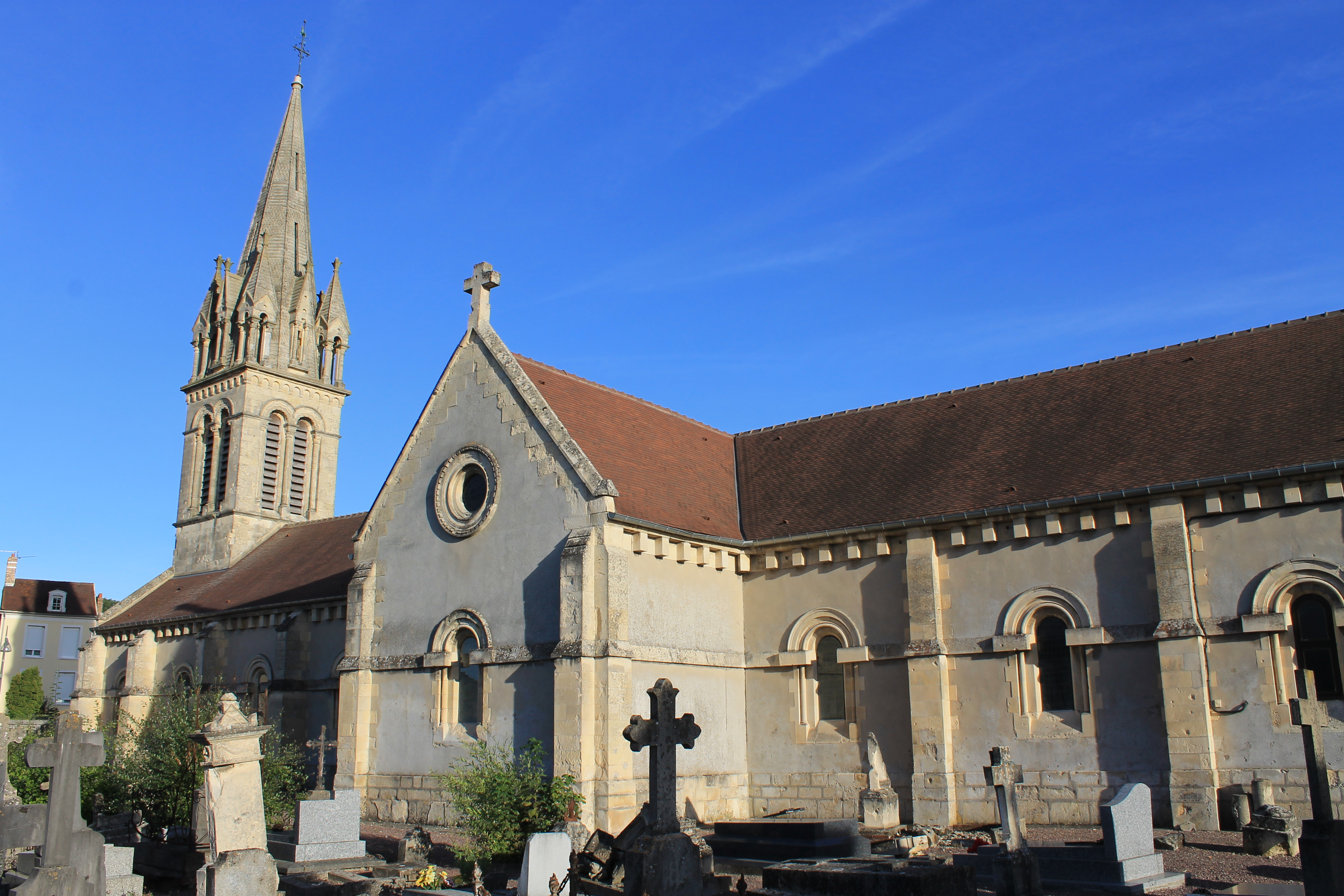
L'église Saint-Martin.
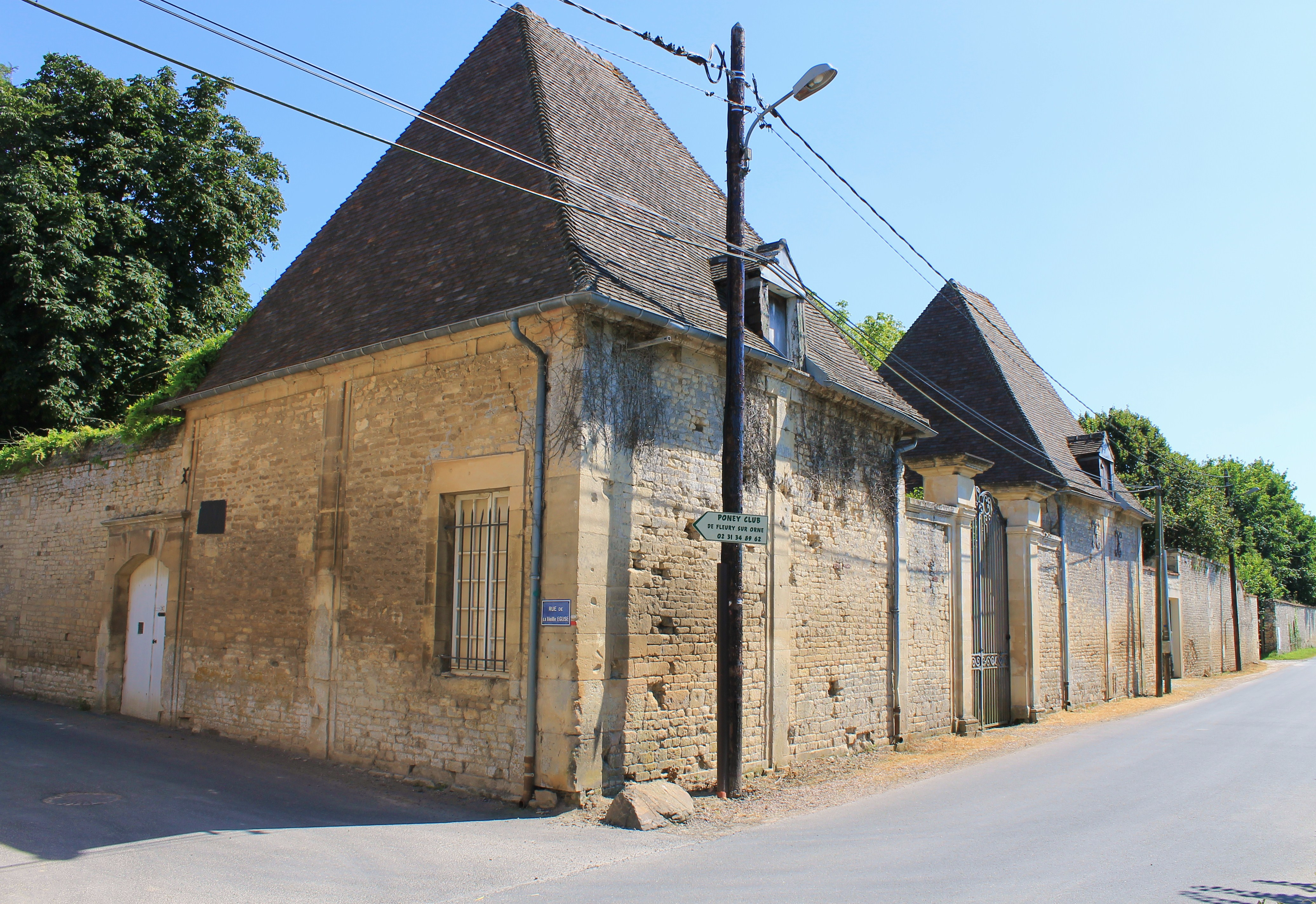
Maison rue Saint-André.
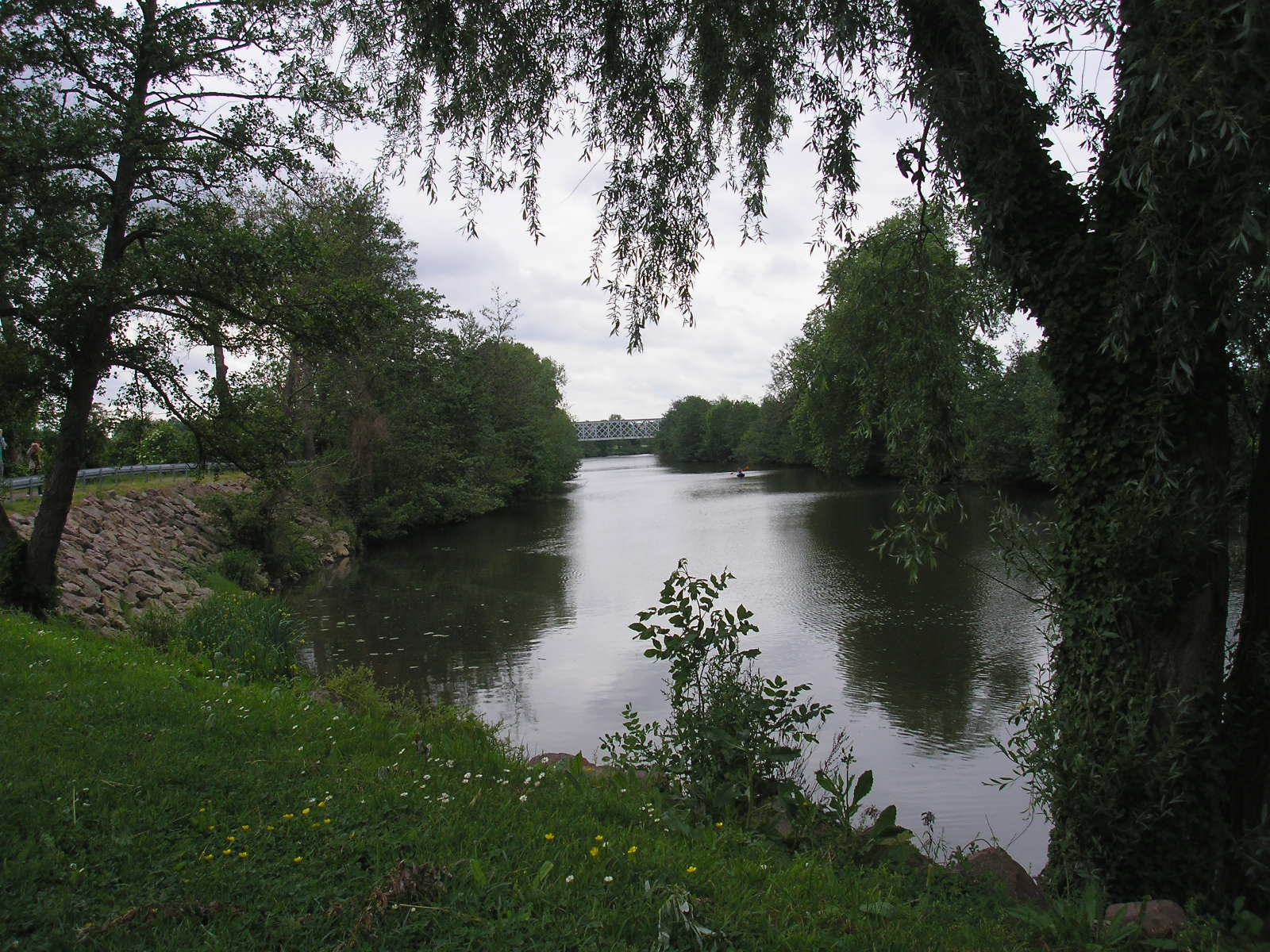
Le pont ferroviaire au-dessus de l'Orne.
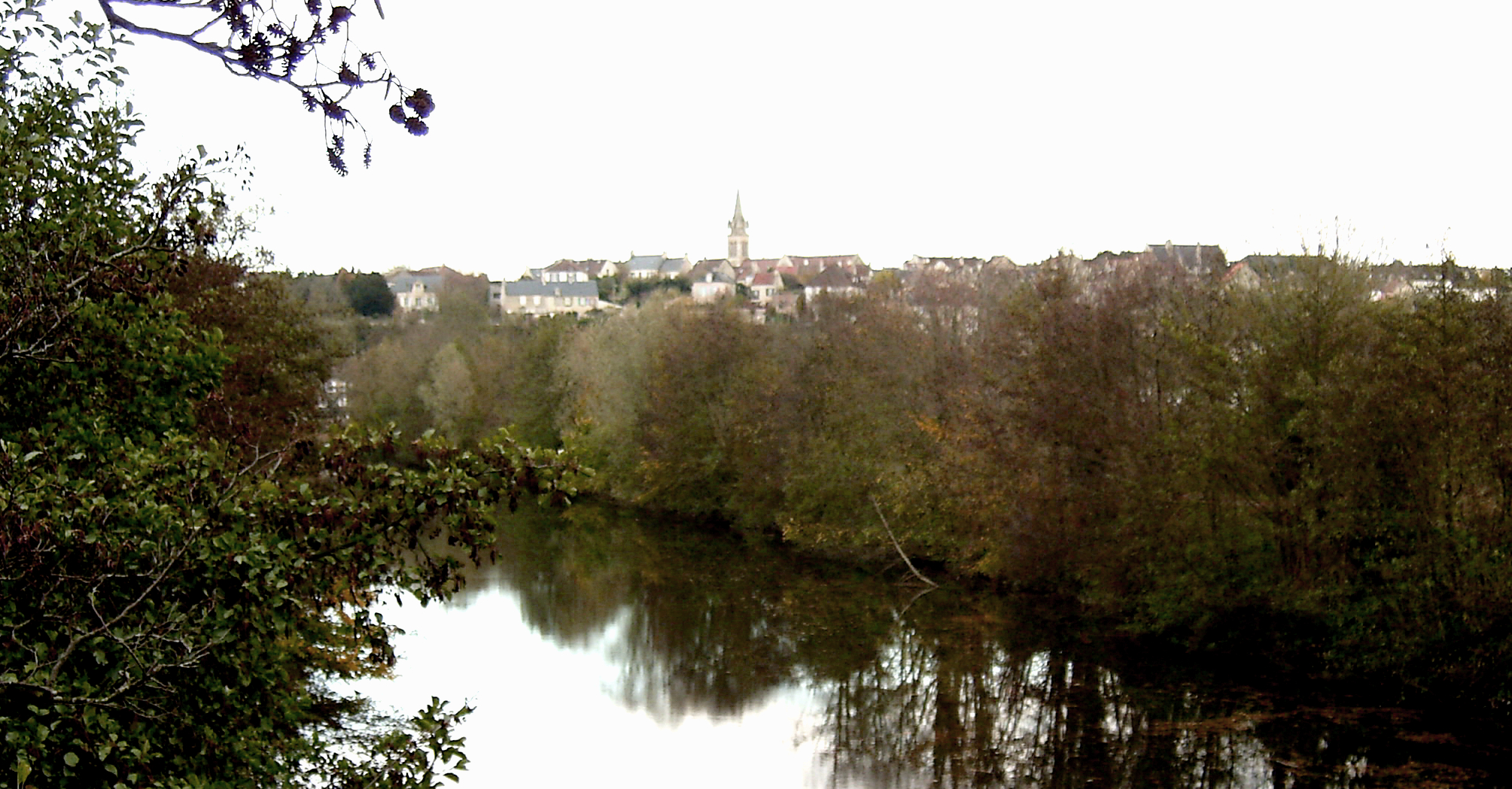
Fleury-sur-Orne depuis l'ancien pont de chemin de fer enjambant l'Orne.

### Personnalités liées à la commune
- Nicole Oresme (1325-1382), économiste, mathématicien, physicien, astronome, philosophe, psychologue, musicologue, théologien et traducteur.
- Jean-Pierre François de Chazot (1739-1797), général dont le nom est gravé sur l'arc de triomphe de l'Étoile à Paris.
- Auguste Jean Baptiste Lechesne (1815-1888), sculpteur, y est décédé.